# 社会主义工人党 (阿根廷)
社会主义工人党（西班牙語：Partido de los Trabajadores Socialistas），简称社工党（PTS），是阿根廷的一个托洛茨基主义政党。该党成立于1988年3月21日，分裂自争取社会主义运动。该党原名争取社会主义工人党，后改用现名。该党的总部在布宜诺斯艾利斯。该党是工人左翼阵线—团结的成员及托洛茨基主义派—第四国际的支部。